# Briefmarken-Jahrgang 1981 der Deutschen Bundespost Berlin
Der Briefmarken-Jahrgang 1981 der Deutschen Bundespost Berlin umfasste 22 Sondermarken.
Dauermarken wurden nicht ausgegeben.
Die Briefmarken dieses Jahrganges waren bis zum 31. Dezember 1991 frankaturgültig.
Der Nennwert der Marken betrug 12,80 DM; dazu kamen 3,35 DM als Zuschlag für wohltätige Zwecke.

## Liste der Ausgaben und Motive
Legende
- Bild: Eine bearbeitete Abbildung der genannten Marke. Das Verhältnis der Größe der Briefmarken zueinander ist in diesem Artikel annähernd maßstabsgerecht dargestellt. Sollten keine Marken abgebildet sein, liegt es daran, dass das Urheberrecht des Künstlers noch nicht erloschen ist.
- Beschreibung: Eine Kurzbeschreibung des Motivs und/oder des Ausgabegrundes. Bei ausgegebenen Serien oder Blocks werden die zusammengehörigen Beschreibungen mit einer Markierung versehen eingerückt.
- Wert: Der Frankaturwert der einzelnen Marke in Pfennig. Ein „+“ bedeutet, dass es sich um eine Zuschlagsmarke handelt (= Frankaturwert + Spende).
- Ausgabedatum: Das Datum des erstmaligen Verkaufs dieser Briefmarke.
- Auflage: Soweit bekannt, wird hier die zum Verkauf angebotene Anzahl dieser Ausgabe angegeben.
- Entwurf: Soweit bekannt, wird hier angegeben, von wem der Entwurf dieser Marke stammt.
- Mi.-Nr.: Diese Briefmarke wird im Michel-Katalog unter der entsprechenden Nummer gelistet.

| Sondermarken | |                  |                       |            |                     |         |
| Bild         | Beschreibung                                                                                             | Werte in Pfennig | Ausgabe- datum (1981) | Auflage    | Entwurf             | Mi.-Nr. |
|              | 200. Geburtstag von Achim von Arnim                                                                      | 60               | 15. Januar            | 6.650.000  | Reinhold Gerstetter | 637     |
|              | 200. Geburtstag von Adelbert von Chamisso                                                                | 60               | 15. Januar            | 6.650.000  | Reinhold Gerstetter | 638     |
|              | 250. Geburtstag von Karl Philipp von Gontard Hintergrund Königskolonnaden am Kleistpark                  | 50               | 15. Januar            | 6.650.000  | Rudi Schmidt        | 639     |
|              | 200. Geburtstag von Karl Friedrich Schinkel Nationaldenkmal für die Befreiungskriege, Berlin-Kreuzberg   | 40               | 12. Februar           | 12.150.000 | Reinhold Gerstetter | 640     |
|              | Für die Jugend 1981: Optische Instrumente - Theodolit (um 1810)                                          | 40+20            | 10. April             | 3.776.000  | Heinz Schillinger   | 641     |
|              | - Äquatorial (um 1820)                                                                                   | 50+25            | 10. April             | 3.227.000  | Heinz Schillinger   | 642     |
|              | - Mikroskop (1790)                                                                                       | 60+30            | 10. April             | 3.265.000  | Heinz Schillinger   | 643     |
|              | - Sextant (um 1830)                                                                                      | 90+45            | 10. April             | 3.226.000  | Heinz Schillinger   | 644     |
|              | Sporthilfe 1981 - Frauen-Gruppengymnastik                                                                | 60+30            | 10. April             | 4.049.000  | Gerd Aretz          | 645     |
|              | - Volkslauf                                                                                              | 90+45            | 10. April             | 3.462.000  | Gerd Aretz          | 646     |
|              | 150. Geburtstag von Reinhold Begas Skulptur „Amor und Psyche“                                            | 50               | 16. Juli              | 8.670.000  | Reinhold Gerstetter | 647     |
|              | Preußen-Ausstellung in Berlin-Kreuzberg Orden „Pour le Mérite für Wissenschaften und Künste“             | 40               | 16. Juli              | 15.170.000 | Reinhold Gerstetter | 648     |
|              | Internationale Funkausstellung (IFA) Haus des Rundfunks in Berlin-Charlottenburg                         | 60               | 16. Juli              | 7.820.000  | Reinhold Gerstetter | 649     |
|              | Wohlfahrtsmarken 1981: Gefährdete Moor-, Sumpfwiesen- und Wasserpflanzen - Schlangenwurz Calla palustris | 40+20            | 8. Oktober            | 9.490.000  | Heinz Schillinger   | 650     |
|              | - Karlsszepter Pedicularis sceptrum-carolinum                                                            | 50+25            | 8. Oktober            | 8.746.000  | Heinz Schillinger   | 651     |
|              | - Sumpfgladiole Gladiolus palustris                                                                      | 60+30            | 8. Oktober            | 10.155.000 | Heinz Schillinger   | 652     |
|              | - Sibirische Schwertlilie Iris sibirica                                                                  | 90+45            | 8. Oktober            | 4.502.000  | Heinz Schillinger   | 653     |
|              | 200. Geburtstag von Christian Peter Wilhelm Beuth                                                        | 60               | 12. November          | 6.670.000  | Rudi Schmidt        | 654     |
|              | Skulpturen des 20. Jahrhunderts - „Tänzer Nijinsky“ von Georg Kolbe                                      | 40               | 12. November          | 12.570.000 | Reinhold Gerstetter | 655     |
|              | - „Mutter Erde II“ von Ernst Barlach                                                                     | 60               | 12. November          | 8.170.000  | Reinhold Gerstetter | 656     |
|              | - „Kniende Flora“ von Richard Scheibe                                                                    | 90               | 12. November          | 8.270.000  | Reinhold Gerstetter | 657     |
|              | Weihnachtsmarke 1981 Heilige Drei Könige, Hinterglasmalerei aus Buchers (um 1820)                        | 40+20            | 12. November          | 6.283.000  | Paul Froitzheim     | 658     |